# Lorenzo Delleani
Lorenzo Delleani  (né  le 17 janvier 1840 à Pollone, dans la province de Biella au Piémont - mort le 15 novembre 1908 à Turin) est un peintre italien du XIXe siècle.

## Biographie
Lorenzo Delleani étudie à l'Académie Albertine de Venise et commence par peindre des tableaux d'histoire, puis vers 1880, il se rapproche du verismo tout en côtoyant la peinture de genre (Beccaio con vitello, 1881, Rome, Galerie Nationale d'Art Moderne).
Dans le cadre de l'école de paysage piémontais, il représente avec Vittorio Avondo et Antoine Fontaine, un français exilé par la révolution, la tendance la plus naturaliste (Campo san Maurizio, 1882, Milan, Galerie d'Art Moderne). Il peint de nombreux paysages de montagne dans le style des Macchiaioli, caractérisé par des couleurs brillantes et par un coup de pinceau pâteux et rapide.

## Sources
- (it) Cet article est partiellement ou en totalité issu de l’article de Wikipédia en italien intitulé « Lorenzo Delleani » (voir la liste des auteurs).